# 楠木正秀
楠木 正秀（くすのき まさひで）は、室町時代の武将。楠木正成三男楠木正儀の子。子に大饗氏の祖大饗正盛、その子孫が織田信長の右筆である大饗正虎（楠木正虎）。

## 生涯
大饗氏の遠祖に位置付けられる存在だが、兄の正勝と混同されている事績を除くと、ほぼ系図上だけの存在であって行動も実在性も不明。
洞院公定編『尊卑分脈』所収『橘氏系図』では「楠木正義」（楠木正儀の誤植）の唯一の息子となっており、官職は右馬頭、子に大饗西法入道正盛がいたとされるが、右馬頭というのは兄の楠木正勝との混同と考えられる。なお、正勝の息子の名も正盛だが、後に正顕に改名している（『全休庵楠系図』）。
江戸時代の『群書類従』所収『橘氏系図』では、正勝・正元・正秀・正平の四兄弟とされ、通称を二郎左衛門、官職は左馬頭とされる。また、子が大饗西法入道正盛で、その子孫に大饗正虎がいるが、こちらの系図だと大饗正虎と織田信長に仕えた楠木正虎は別人扱いとなっており、楠木正虎は弟の正平の子孫ということになっている。
応永6年（1399年）の応永の乱に参戦した楠木氏の武将の名前を、『南方紀伝』は正秀とするが、藤田精一は正秀ではなく正勝であろうとし、徳川光圀『大日本史』、『全休庵楠系図』も正勝としている。
曹洞宗の高僧に楠木正勝が死を偽った仮の姿という伝説のある傑堂能勝という人物がいるが、『慶字禅師行状』には傑堂能勝は楠木正成の孫で通称を次郎左衛門と言うとあるため、藤田精一は、傑堂能勝の正体は正勝ではなく、二郎左衛門の通称を持つ正秀（もしくは兄の正元、通称を二郎）なのではないか、という仮説を立てている。
大阪府豊中市の浄土真宗本願寺派浄行寺は、楠木正秀によって創建されたと伝えられる。正秀は応永の乱で敗走した後、当地に逃れてきて杉原氏の庇護を受けたが、杉原氏の薦めで仏門に入って浄信を名乗って浄行寺を開基したという。また、「楠」木と杉「原」を合わせて、楠原に苗字を改めた。しかし、八代了慶の代の火災で古記録は失われてしまった。